# Šťastné pondělí
Šťastné pondělí, dříve Šťastné pondělí Jindřicha Šídla je český satirický pořad týmu okolo novináře a politického komentátora Jindřicha Šídla. Pořad vychází každé pondělí v 8:00 na Seznam Zprávách a je dostupný i na internetové televizi Stream.cz.

## Vznik a historie
Vznik pořadu inicioval vedoucí zpravodajské redakce Seznamu.cz Jakub Unger. Jindřich Šídlo měl v úmyslu prostřednictvím Šťastného pondělí navázat na psaní svých komentářů pro Českou televizi a humorných politických glos pro Hospodářské noviny a výslednému pořadu dát audiovizuální podobu. Název pořadu souvisí s jeho uváděním v pondělí, Jindřich Šídlo se také inspiroval názvem své dříve oblíbené kapely Happy Mondays. Původní název byl Dobré ráno, Sezname!, ale po pár dílech byl pořad přejmenován na stávající název. Prvních několik dílů vznikalo ještě bez pozdějšího spolutvůrce pořadu Tomáše Dusila a sám Šídlo je i z tohoto důvodu nehodnotí dobře. Jejich délka byla okolo tří minut, původní neuskutečněný záměr počítal jen s minutovou stopáží. Jindřich Šídlo již na počátku prosince 2017 zvažoval nějaký podobný, ještě delší pořad, avšak tehdy to nepovažoval za reálné a komentoval to slovy: „Bohužel v těch titulkách (pořadu) jsme dva“. Ke změně došlo ve druhé polovině roku 2018, kdy začala být úvodní část pořadu (dlouhá asi 7 minut) vydávána samostatně v pondělních dopoledních hodinách, ve 20 hodin mělo pak premiéru celé Šťastné pondělí i s originálními rozhovory a reportážemi, jehož stopáž bývala přibližně 25 - 30 minut. 
Na podzim roku 2020 zemřel kameraman Tomáš Dusil, tvorba Šťastného pondělí byla následně omezena na asi sedmi minutová videa s názvem Výluka Jindřicha Šídla. Od 1. února 2021 je opět vytvářena plná verze pořadu s novým kameramanem Petrem Šprinclem. Od září 2022 přestalo Šťastné pondělí vycházet v delším formátu na Televizi Seznam. Delší formát byl nahrazen doplňkovými formáty k pořadu.
V červnu roku 2024 odešel z týmu Šťastného Pondělí Konstantin Sulimenko, v srpnu téhož roku přišly do týmu scenáristky Brigita Zemen a Irena Sládečková.

## Formát
Každotýdenní cca 15minutový formát Šťastného pondělí se věnuje aktuálním politickým tématům. Hlavní pořad je následně doplněn dalšími formáty: Šťastný podcast (Konstantin Sulimenko – do června 2024, Jindřich Šídlo, Tereza Povolná), Šťastná křižovatka (Václav Dolejší), Šťastné slovo a (Jindřich Šídlo). 

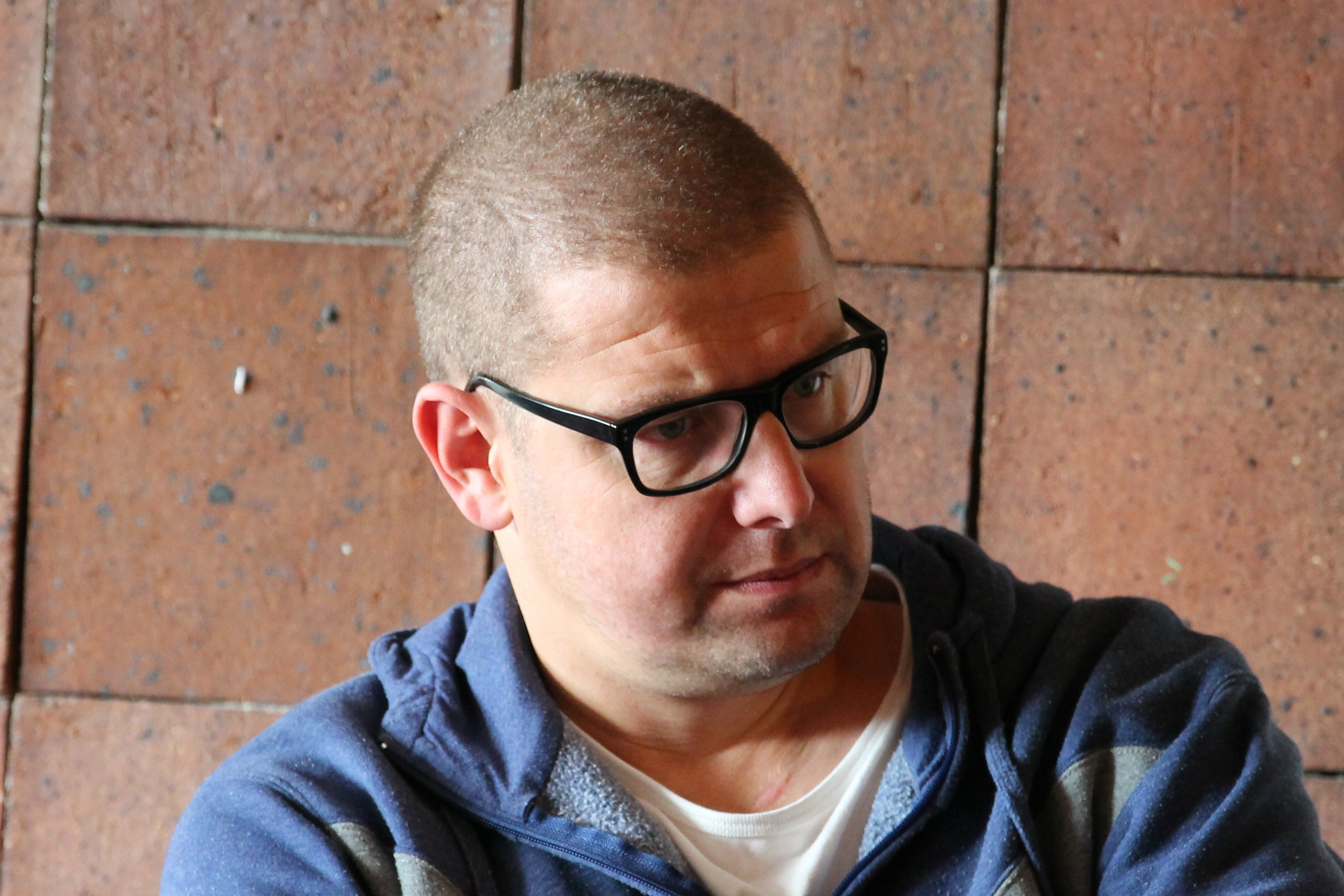
Tvůrce pořadu Jindřich Šídlo

Ke stému dílu a k 30. výročí sametové revoluce byly natočeny celovečerní show s nejrůznějšími osobnostmi z oblasti politiky a veřejného života.

## Obsah
Na pozadí různých video a obrazových koláží v něm Jindřich Šídlo někdy humorně, někdy ve vážné poloze komentuje aktuální dění, zhusta z oblasti politiky. Pořad využívá videa z YouTube a obrazové materiály České televize. Častými tématy jsou politici Andrej Babiš a Miloš Zeman, dále Václav Klaus a Václav Klaus ml., Alena Schillerová, Karel Havlíček a Tomio Okamura. V době epidemie koronaviru pak rovněž hlavní český koordinátor boje proti této nemoci Roman Prymula a šéf krizového štábu a ministr vnitra Jan Hamáček. Autoři pořadu v něm někdy používají videa z YouTube kanálů těchto i dalších politiků.
Šťastné pondělí se obvykle věnuje událostem, které rezonovaly minulým týdnem. Oblíbeným námětem je rovněž pražská politika, například řeporyjský starosta Pavel Novotný.
V pořadu velmi často zaznívají úryvky z originálních videí či sdělení nejrůznějších politiků.
V pořadu jsou také často parodována nejrůznější známá hesla politiků. Například Trumpovo heslo „Make America great again“ na „Make pondělí šťastné again“, nebo heslo hnutí ANO „Chceme lepší Česko“ na „Chceme lepší pondělí“, případně slogan ODS „Země, která vítězí“ na „Šťastné pondělí, pořad, který vítězí“. Premiérem Babišem používané oslovení „Čau lidi“ pak Jindřich Šídlo používá na začátku každého dílu.

## Tvůrci
Tvůrcem pořadu je tým okolo Jindřicha Šídla – Václav Dolejší, Konstantin Sulimenko, Ondřej Lasák a Tereza Povolná. Do září 2022 se na pořadu podílel i Jan Kordovský. Kameramana Tomáše Dusila, který měl na starosti kromě kamery také střih, vizuální efekty a celkovou grafickou podobu pořadu, vystřídal po jeho úmrtí režisér Petr Šprincl.

## Postoje
Z obsahu Šťastného pondělí více méně vyplývají proevropské a liberální postoje jeho autorů. Pořad je naopak velmi silně zaměřen proti nacionalismu, rasismu a proti proruským a pročínským politikům.

## Ohlasy
K pořadu se vyjadřují někteří politici i novináři. Dle vlastního vyjádření pořad občas sleduje i premiér Andrej Babiš, který ho dříve chválil a označoval za vtipný, později však začal kritizovat jeho neobjektivnost. Podle představitelů Seznamu.cz patří mezi ty jeho pořady Seznam zpráv, které mají vysokou míru dokoukanosti. Web HlídacíPes.org ho popsal jako pořad, který „záhy získal velkou fanouškovskou podporu“.
V médiích se jeho jméno objevovalo také v souvislosti s prezidentskou volbou v roce 2018. V epizodě pořadu, která měla premiéru 8. ledna, Jindřich Šídlo z recese vyzval voliče Miloše Zemana, aby k prvnímu kolu voleb nechodili, protože jejich kandidát postupuje do druhého kola automaticky. Další předávání této informace na sociálních sítích bez původního humorného podtextu označil ministr vnitra Lubomír Metnar za dezinformační kampaň a oznámil, že věc prošetřuje policie. Podle webu Lidovky.cz se Šídlova výzva ze Šťastného pondělí objevovala nezávisle na zprávách kolujících po internetu.
V díle odvysílaném 8. února 2021 tvůrci Šťastného pondělí oznámili své autorství neoficiálního přejmenování vyhlídky nad Stromovkou u Místodržitelského letohrádku na Vyhlídku Alexeje Navalného (podle zadržovaného ruského opozičního politika). Čin se setkal s velkým ohlasem na sociálních sítích.

## Kritika
Kritika pořadu zaznívá téměř po každém díle především z úst představitelů KSČM, SPD a ANO, které autoři pořadu často zesměšňují. Zejména jde o Zdeňka Ondráčka, kterého Jindřich Šídlo v jednom z dílů spolu s kolegou Konstantinem Sulimenkem na chodbě Seznamu osobně požádal, aby ho tento poslanec naučil zacházet s obuškem. Narážel tím na skutečnost, že Ondráček během Palachova týdne jako příslušník VB zasahoval proti demonstrantům. Jindřich Šídlo Ondráčka pravidelně nazývá "komunistickou mlátičkou", případně volí označení "O jako obušek".
Nevybíravě kritizován bývá pořad také médiem Parlamentní listy, které jsou rovněž terčem mnoha Šídlových vtipů a dalšími, obvykle nacionalisticky a protievropsky orientovanými novináři a médii.

## Inspirace
Obdobou Šťastného pondělí na Slovensku je Ťažký týždeň vysílaný na serveru Aktuality.sk.